# Charlize Andrews
Charlize Andrews (n. 26 decembrie 2001, City of Brisbane⁠(d), Queensland, Australia) este o sportivă ce a reprezentat Australia, medaliată olimpică. A participat la 1 ediție a Jocurilor Olimpice (2024) în care a câștigat 1 medalie de argint.

## Participări
Lista de mai jos prezintă principalele competiții la care a participat Charlize Andrews de-a lungul carierei.
- tournoi féminin de water-polo aux Jeux olympiques d'été de 2024[*]